# Thelaira hohxilica
Thelaira hohxilica là một loài ruồi trong họ Tachinidae.